# Magnolia (Texas)
Magnolia és una població dels Estats Units a l'estat de Texas. Segons el cens del 2000 tenia 1.111 habitants.

## Demografia
Segons el cens del 2000, Magnolia tenia 1.111 habitants, 411 habitatges, i 309 famílies. La densitat de població era de 204,3 habitants/km².
Dels 411 habitatges en un 38,2% hi vivien nens de menys de 18 anys, en un 53,3% hi vivien parelles casades, en un 17,5% dones solteres, i en un 24,8% no eren unitats familiars. En el 20,9% dels habitatges hi vivien persones soles el 9,2% de les quals corresponia a persones de 65 anys o més que vivien soles. El nombre mitjà de persones vivint en cada habitatge era de 2,7 i el nombre mitjà de persones que vivien en cada família era de 3,13.
Per edats la població es repartia de la següent manera: un 28,1% tenia menys de 18 anys, un 9,4% entre 18 i 24, un 30,5% entre 25 i 44, un 19,7% de 45 a 60 i un 12,3% 65 anys o més.
L'edat mediana era de 34 anys. Per cada 100 dones de 18 o més anys hi havia 87,6 homes.
La renda mediana per habitatge era de 41.875 $ i la renda mediana per família de 50.417 $. Els homes tenien una renda mediana de 45.083 $ mentre que les dones 21.696 $. La renda per capita de la població era de 21.278 $. Aproximadament el 8,1% de les famílies i el 9% de la població estaven per davall del llindar de pobresa.

## Poblacions més properes
El següent diagrama mostra les poblacions més properes.